# گیتارز ا لا لی
| بررسی انتقادی | بررسی انتقادی |
| منبع          | رتبه‌بندی      |
| ------------- | ------------- |
| Allmusic      | [ ۱ ]         |

گیتارز ا لا لی (به انگلیسی: Guitars a là Lee) آلبومی است که در سال ۱۹۶۶ میلادی توسط خواننده آمریکایی پگی لی منتشر شده‌است.

## لیست آهنگ
1. "خوب و آسان" (آلن برگمن، مرلین کیت، لو اسپنس) - ۳:۰۸
2. " غریبه‌ها در شب " (برت کیمپفرت، چارلز سینگلتون، ادی اسنایدر) - ۲:۲۸
3. "محایر سام" (دالاس Frazier) - ۲:۱۰
4. "خداحافظ، عشق من" (پگی لی، ویکتور یانگ) - ۲:۵۶
5. "زیبا فکر کن" (جک لارنس، استن فریمن) - ۲:۲۷
6. "یک لیوان خالی" (لوئیز بونفا، دیک منینگ) - ۲:۵۰
7. "زمان خوب" (هوگو، جورج دیوید ویس) - ۲:۳۶
8. "زندگی مبارک شیرین" (آنتونیو ماریا، لوئیز بنفی، نورمن گیمبل) - ۲:۰۹
9. "لمس زمین" (جری جنوبی، گیل آلن) - ۲:۳۰
10. "دنیای زیبا، زیبا" (شلدان هارنیک، جری باک) - ۲:۳۷
11. "گیتار من" (پگی لی) - ۲:۴۹
12. " با من تماس بگیرید " (تونی هچ) - ۲:۳۴